# Deutsche Mannschaftsmeisterschaften Schwimmen (Männer) 2019
Der Ligenwettbewerb Deutsche Mannschaftsmeisterschaften Schwimmen, kurz DMS, der Männer wurde 2019 im Januar und Februar ausgetragen. Der SV Würzburg 05 verteidigte seinen Titel aus dem Vorjahr und errang damit seine vierte Meisterschaft in Folge.

## 1. Bundesliga
Der SV Würzburg 05 verteidigte im Essener Sportbad am Thurmfeld seinen Titel aus dem Vorjahr erfolgreich und feierte die vierte Meisterschaft in Folge. Durch die Abmeldung vom SV Halle und dem damit resultierenden Abstieg in die Landesliga Sachsen-Anhalt, gingen nur elf Mannschaften an den Start. Dadurch stieg in die untergeordnete 2. Bundesliga zur Folgesaison nur der SC Magdeburg ab, im Gegenzug stiegen in die 1. Bundesliga der SC Wiesbaden 1911 und der SV Nikar Heidelberg auf.
Für die punktbeste Einzelleistung der Meisterschaft sorgte Christian Diener aus Potsdam mit 928 Punkten über 100 m Rücken.

### Modus
Im Wettkampf der 1. Bundesliga, an der 12 Mannschaften teilnahmen, wurde auf einer 25-m-Bahn an zwei aufeinanderfolgenden Tagen in drei Abschnitten jeweils das komplette olympische Programm geschwommen. Deutscher Mannschaftsmeister wurde die Mannschaft mit der höchsten Gesamtpunktzahl (berechnet anhand der FINA-Punktetabelle). Die zwei letztplatzierten Mannschaften der 1. Bundesliga (Plätze 11 und 12) stiegen in die 2. Bundesliga ab. Ein Schwimmer durfte nur in fünf Wettkämpfen starten, wobei eine Schwimmstrecke nur im Falle eines Nachschwimmens wiederholt werden durfte. Der Start im Nachschwimmen wurde auf die Anzahl der Starts des Schwimmers angerechnet.

### Zeitplan
| Zeitplan                 | Zeitplan  | Zeitplan     |
| ------------------------ | --------- | ------------ |
| Samstag: 2. Februar 2019 | 10.00 Uhr | 1. Abschnitt |
| Samstag: 2. Februar 2019 | 15.00 Uhr | 2. Abschnitt |
| Sonntag: 3. Februar 2019 | 10.00 Uhr | 3. Abschnitt |

### Abschlusstabelle
| Platz | Mannschaft                           | Gesamt Punkte         | 1. Abschnitt Punkte   | 2. Abschnitt Punkte   | 3. Abschnitt Punkte   |
| ----- | ------------------------------------ | --------------------- | --------------------- | --------------------- | --------------------- |
| 01.   | SV Würzburg 05 (M)                   | 29.050                | 9.671                 | 9.614                 | 9.765                 |
| 02.   | Neckarsulmer Sport-Union (N)         | 28.944                | 9.844                 | 9.359                 | 9.741                 |
| 03.   | SG Frankfurt                         | 28.563                | 9.464                 | 9.487                 | 9.612                 |
| 04.   | Potsdamer SV                         | 27.961                | 9.160                 | 9.347                 | 9.454                 |
| 05.   | SG Neukölln Berlin                   | 27.472                | 8.941                 | 9.372                 | 9.159                 |
| 06.   | SG Essen                             | 26.819                | 9.016                 | 8.889                 | 8.914                 |
| 07.   | Wassersportfreunde von 1898 Hannover | 26.051                | 8.650                 | 8.667                 | 8.734                 |
| 08.   | SG Stadtwerke München                | 25.357                | 8.706                 | 8.219                 | 8.432                 |
| 09.   | SG Bayer (N)                         | 25.240                | 8.418                 | 8.309                 | 8.513                 |
| 10.   | DSW 1912 Darmstadt                   | 25.022                | 8.155                 | 8.076                 | 8.791                 |
| 11.   | SC Magdeburg                         | 24.987                | 8.465                 | 8.266                 | 8.256                 |
| 12.   | SV Halle                             | Halle meldete sich ab | Halle meldete sich ab | Halle meldete sich ab | Halle meldete sich ab |

 Deutscher Mannschaftsmeister

 Absteiger in die 2. Bundesliga 2020

 Absteiger in die Landesliga Sachsen-Anhalt

(M) Deutscher Mannschaftsmeister 2018

(N) Aufsteiger aus der 2. Bundesliga 2018

### Die Meistermannschaft
| 1.                      | SV Würzburg 05 |
| Logo vom SV Würzburg 05 | Ruwen Straub, Lucas Willinsky, Gabor Balog, Sebastian Szabo, Sebastian Aurelius Beck, Daniel Dudas, Bence Gyárfás, Sören Meißner, Klemens Degenhardt, Łukasz Wójt, Maxim Lobanovszkij, Maximilian Beck, Tim Dreher - Trainer: Stefan Lurz |

## 2. Bundesliga
Die zwei punktbesten Mannschaften aus der 2. Bundesliga und damit Aufsteiger in die 1. Bundesliga, kamen mit dem SC Wiesbaden 1911 und dem SV Nikar Heidelberg beide aus der Staffel Süd.

### Modus
Der Wettkampf der 2. Bundesliga war ausgelegt für je 12 Mannschaften in den Ligen Nord, West und Süd. Auf einer 25-m-Bahn wurde in zwei Abschnitten an einem Tag jeweils das komplette olympische Programm geschwommen. Die beiden punktbesten Mannschaften (berechnet anhand der FINA-Punktetabelle) der 2. Bundesligen (übergreifende Wertung) stiegen in die 1. Bundesliga auf. Die beiden letztplatzierten Mannschaften jeder Staffel (Plätze 11 und 12) stiegen in die höchste Landesverbandsliga ab. Stiegen aus der 1. Bundesliga mehr Mannschaften in eine Staffel der 2. Bundesliga ab, als aus dieser in die 1. Bundesliga aufstiegen, mussten so viele Mannschaften aus der betroffenen Staffel absteigen, dass jeder Staffel wieder 12 Mannschaften angehörten. Ein Schwimmer durfte nur in vier Wettkämpfen starten, wobei eine Schwimmstrecke nur im Falle eines Nachschwimmens wiederholt werden durfte. Der Start im Nachschwimmen wurde auf die Anzahl der Starts des Schwimmers angerechnet.

### Staffel Nord
Der Wettkampf fand am 2. Februar 2019 im Huntebad OLantis von Oldenburg statt.
Für die punktbeste Einzelleistung der 2. Bundesliga Nord sorgte Jacob Heidtmann aus Elmshorn mit 747 Punkten über 200 m Freistil.
| Platz | Mannschaft                              | Gesamt Punkte | 1. Abschnitt Punkte | 2. Abschnitt Punkte |
| ----- | --------------------------------------- | ------------- | ------------------- | ------------------- |
| 01.   | Wasserfreunde Spandau 04                | 15.777        | 7.774               | 8.003               |
| 02.   | TSG Huchting/Blumenthal Bremen          | 15.477        | 7.711               | 7.766               |
| 03.   | SG HT16 Hamburg                         | 14.880        | 7.374               | 7.506               |
| 04.   | SGS Hannover                            | 14.769        | 7.412               | 7.357               |
| 05.   | TWG 1861 Göttingen                      | 14.665        | 7.360               | 7.305               |
| 06.   | Swim-Team Stadtwerke Elmshorn           | 14.631        | 7.010               | 7.621               |
| 07.   | Berliner TSC                            | 14.630        | 7.120               | 7.510               |
| 08.   | SV Neptun Kiel (N)                      | 14.064        | 6.954               | 7.110               |
| 09.   | Wassersportfreunde von 1898 Hannover II | 13.903        | 6.995               | 6.908               |
| 10.   | SC Delphin Lübeck (N)                   | 13.841        | 6.979               | 6.862               |
| 11.   | SG Region Oldenburg                     | 13.129        | 6.525               | 6.604               |
| 12.   | Hamburger Schwimm-Club von 1879         | 11.804        | 5.622               | 6.182               |

 Absteiger in die Landesverbandsebene

(N) Aufsteiger aus der Landesverbandsebene

### Staffel West
Der Wettkampf fand am 2. Februar 2019 in der Schwimmhalle Ost von Aachen statt.
Für die punktbeste Einzelleistung der 2. Bundesliga West sorgte Aaron Schmidt aus Neuss mit 752 Punkten über 200 m Schmetterling.
| Platz | Mannschaft                    | Gesamt Punkte | 1. Abschnitt Punkte | 2. Abschnitt Punkte |
| ----- | ----------------------------- | ------------- | ------------------- | ------------------- |
| 01.   | SG Ruhr                       | 15.891        | 8.046               | 7.845               |
| 02.   | SG Neuss                      | 15.786        | 7.749               | 8.037               |
| 03.   | SG Dortmund                   | 15.281        | 7.633               | 7.648               |
| 04.   | SG Gladbeck/Recklinghausen    | 15.270        | 7.737               | 7.533               |
| 05.   | TPSK 1925                     | 15.001        | 7.525               | 7.476               |
| 06.   | Wasserfreunde Bielefeld (N)   | 14.981        | 7.562               | 7.419               |
| 07.   | SG Essen II                   | 14.153        | 7.105               | 7.048               |
| 08.   | SG Lünen                      | 14.087        | 7.048               | 7.039               |
| 09.   | SG Schwimmen Münster          | 13.669        | 6.818               | 6.851               |
| 10.   | SG Oberhausen (N)             | 13.625        | 6.807               | 6.818               |
| 11.   | Duisburger ST                 | 13.587        | 6.777               | 6.810               |
| 12.   | Aachener Schwimmverein 06 (N) | 12.888        | 6.587               | 6.301               |

 Absteiger in die Landesverbandsebene

(N) Aufsteiger aus der Landesverbandsebene

### Staffel Süd
Der Wettkampf fand am 2. Februar 2019 im Taubertsbergbad von Mainz statt.
Für die punktbeste Einzelleistung der 2. Bundesliga Süd sorgte Christoph Fildebrandt von der SSG Saar Max Ritter mit 796 Punkten über 200 m Freistil.
| Platz | Mannschaft                   | Gesamt Punkte | 1. Abschnitt Punkte | 2. Abschnitt Punkte |
| ----- | ---------------------------- | ------------- | ------------------- | ------------------- |
| 01.   | SC Wiesbaden 1911            | 17.517        | 8.714               | 8.803               |
| 02.   | SV Nikar Heidelberg          | 17.296        | 8.715               | 8.581               |
| 03.   | SSG Saar Max Ritter (A)      | 16.692        | 8.299               | 8.393               |
| 04.   | SV Würzburg 05 II            | 16.166        | 8.055               | 8.111               |
| 05.   | VfL Sindelfingen (N)         | 16.161        | 7.952               | 8.209               |
| 06.   | SG Mittelfranken             | 16.134        | 8.166               | 7.968               |
| 07.   | SV Schwäbisch Gmünd          | 16.070        | 7.994               | 8.076               |
| 08.   | SG Regio Freiburg            | 16.018        | 7.994               | 8.024               |
| 09.   | SG EWR Rheinhessen-Mainz (A) | 15.976        | 8.049               | 7.927               |
| 10.   | SG Bamberg                   | 15.579        | 7.766               | 7.813               |
| 11.   | SSG Reutlingen/Tübingen      | 15.269        | 7.820               | 7.449               |
| 12.   | Dresdner SC (N) *            | 15.231        | 7.867               | 7.364               |

 Aufsteiger in die 1. Bundesliga 2020

 Absteiger in die Landesverbandsebene

(A) Absteiger aus der 1. Bundesliga 2018

(N) Aufsteiger aus der Landesverbandsebene

(*) Der Dresdner SC nahm den Platz der aufgelösten 1. Dresdner Schwimmgemeinschaft ein.